# Kesselwagen

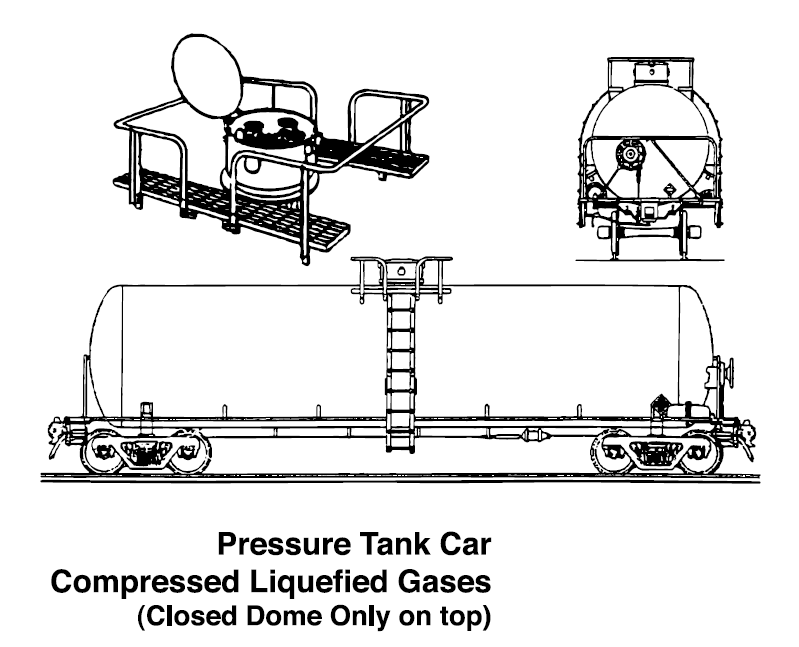
Schemazeichnung

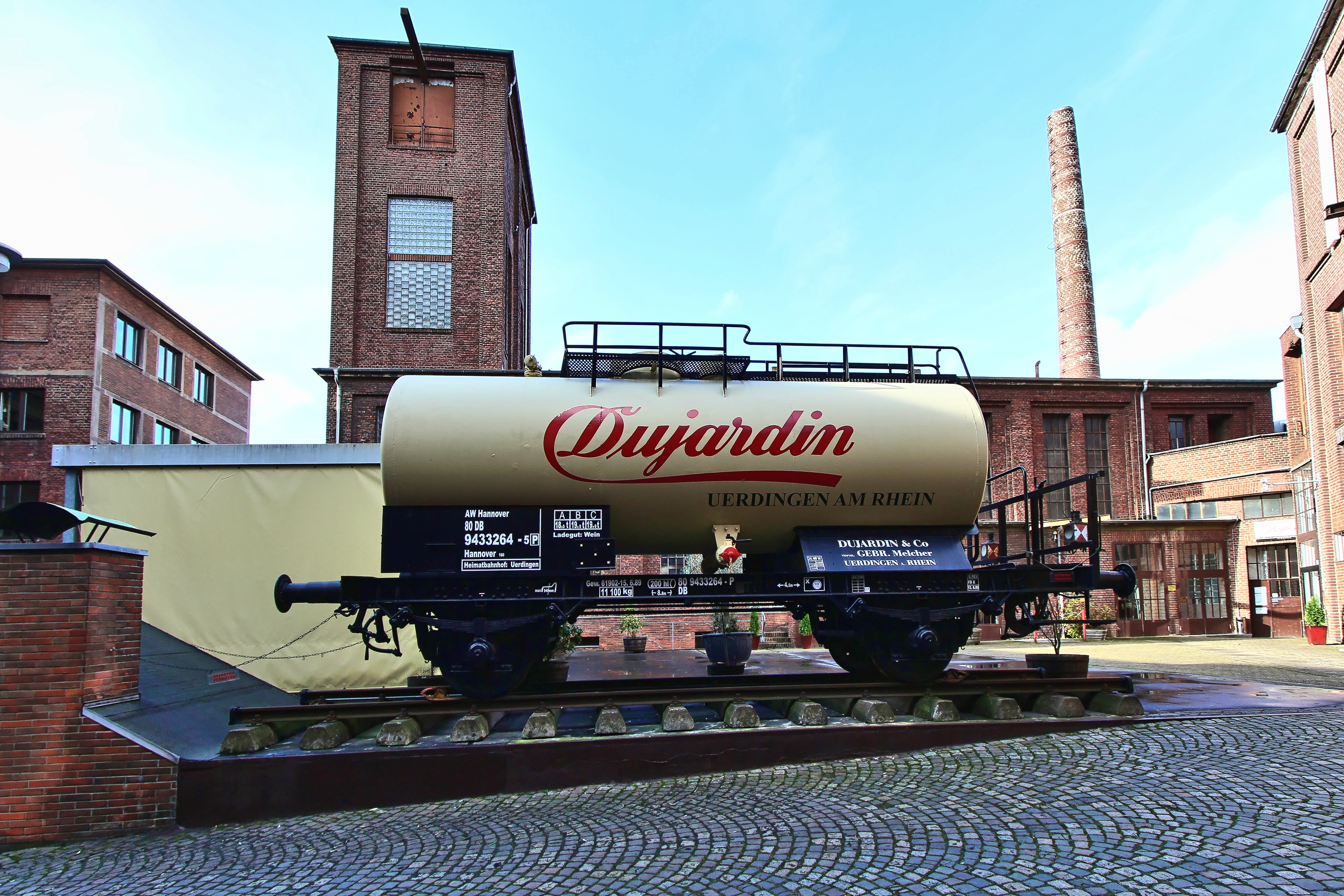
Kesselwagen zum Alkoholtransport

Ein Kesselwagen (kurz KWG) ist ein Eisenbahngüterwagen mit einem oder mehreren geschlossenen Behältern (z. B. unter Druck), der zum Transport von Flüssigkeiten und Gasen verwendet wird.
Eine spezielle Form dieser Güterwagen war der Topfwagen, der seit langem nicht mehr anzutreffen ist. Behälterwagen für die Beförderung staubförmiger Güter zählen nicht zu den Kesselwagen, sondern zu den Sonderwagen der Gattung U.
- Deutsche Wagengattung: Z („Zisternenwagen“)
- UIC-Gattung bis 1979: U
- UIC-Gattung seit 1980: Z
- UIC-Typennummer: 7

Straßenfahrzeuge zum Transport von Flüssigkeiten und Gasen werden Tankwagen oder „Tkw“ genannt.

## Aufbau und Ausführungen

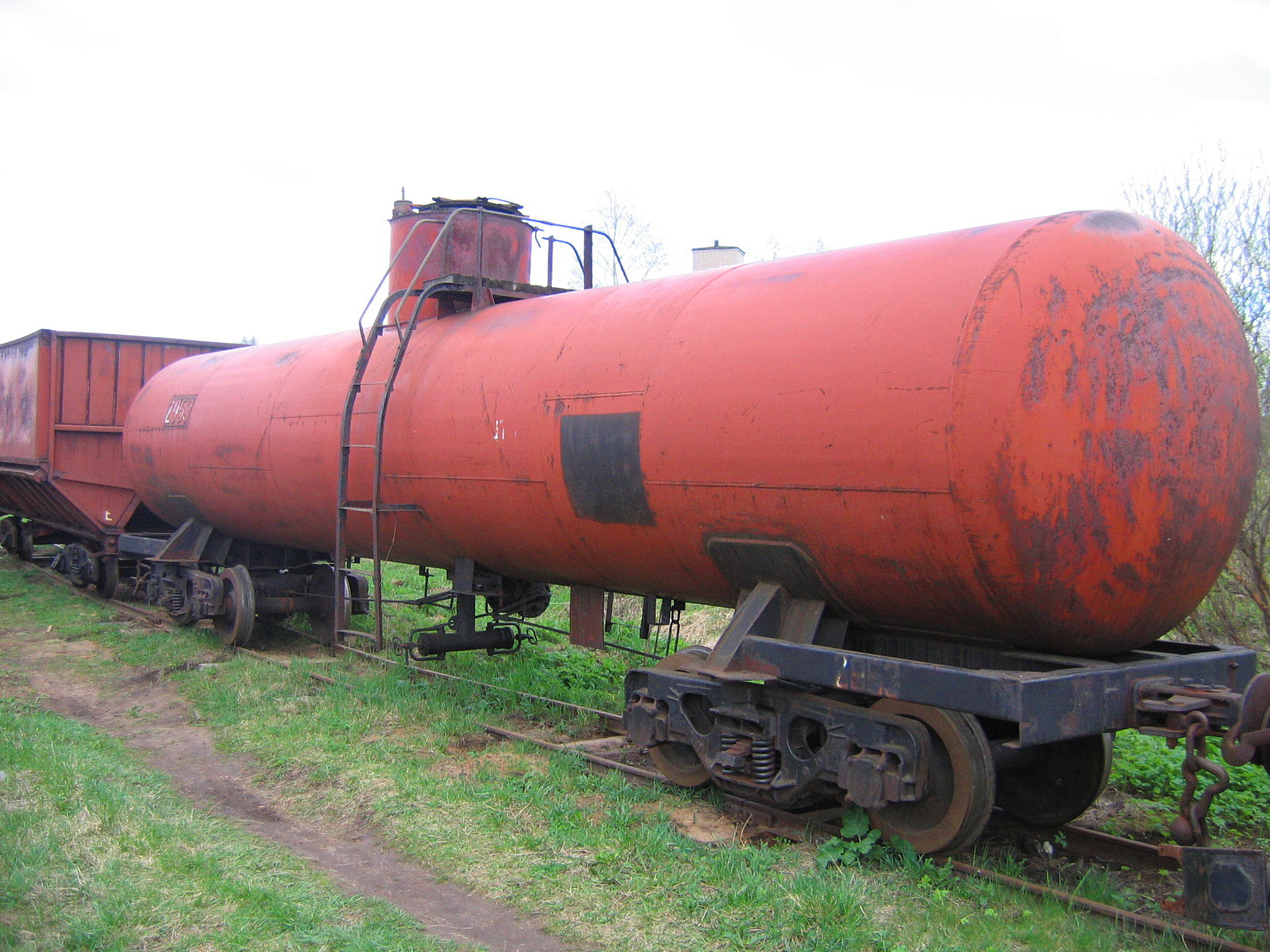
Schmalspur-Kesselwagen 750 mm

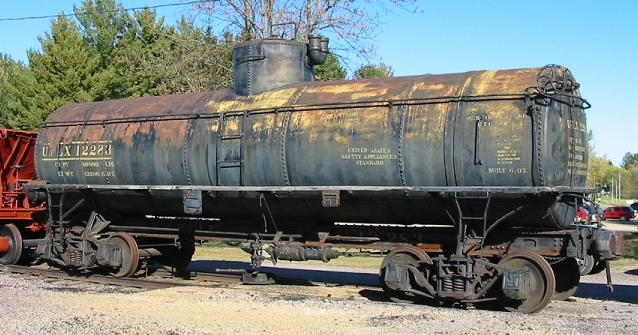
Alter Kesselwagen als Ausstellungsstück im Mid Continent Railroad Museum in den USA

Generell werden Kesselwagen in zwei unterschiedliche Typen eingeteilt:
zum einen in Kesselwagen für Druckgase mit den drei Unterklassen
- Druckgaskesselwagen mit Untenentleerung,
- Druckgaskesselwagen mit Obenentleerung,
- Kesselwagen für tiefkaltverflüssigte Gase;

zum anderen in Kesselwagen für flüssige Stoffe, wiederum mit drei Unterklassen
- Kesselwagen mit Untenentleerung, auch (pars pro toto) „Mineralölkesselwagen“ genannt,
- Kesselwagen mit Obenentleerung („Chemiekesselwagen“),
- Kesselwagen mit Oben- und Untenentleerung.

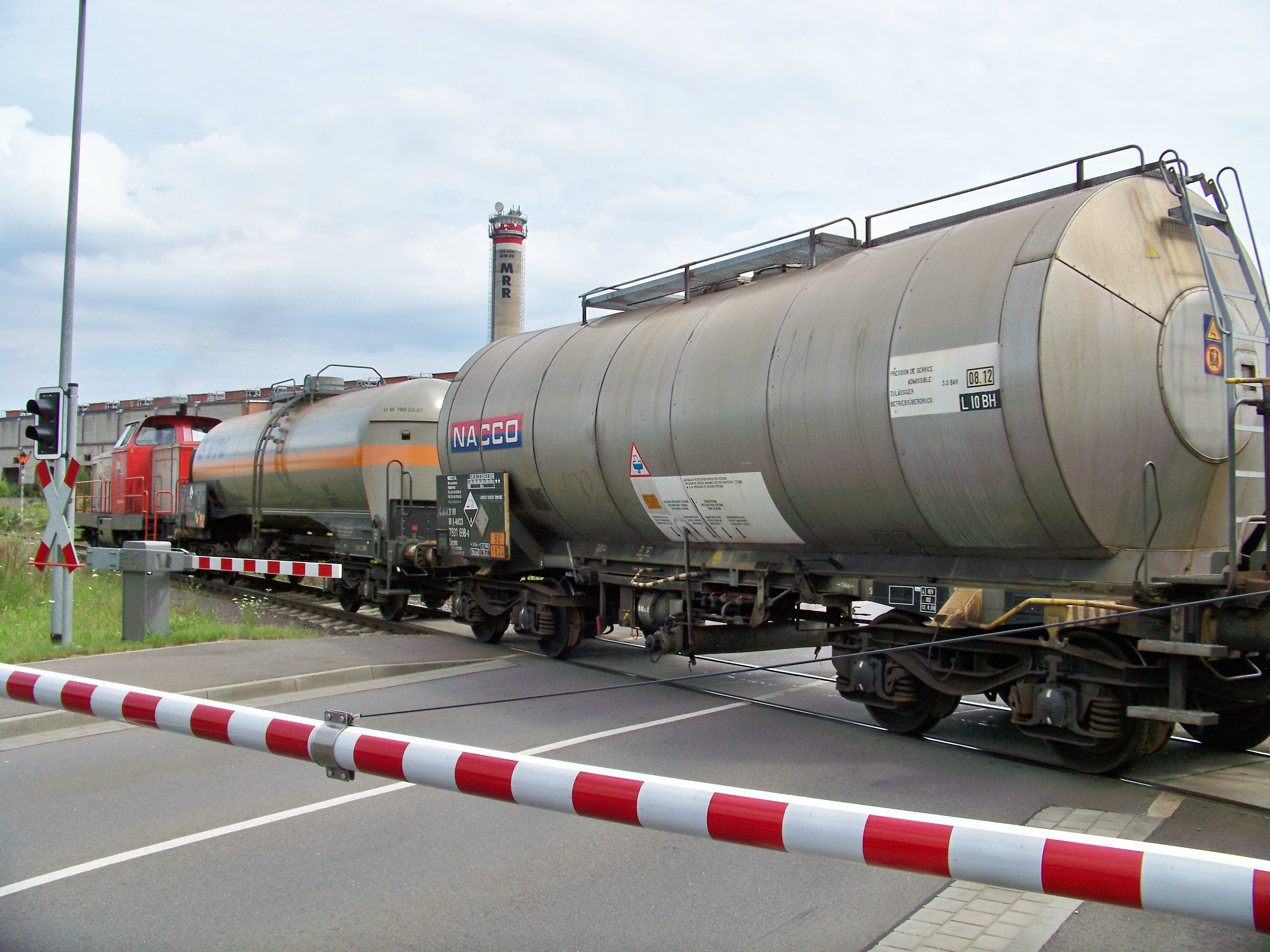
Druckgaskesselwagen (hinten) und isolierter Kesselwagen im Chemiepark Bitterfeld-Wolfen

 Kesselwagen werden je nach Verwendung mit einem bestimmten Tank oder Druckbehälter ausgestattet und (abhängig vom Ladegewicht) als Güterwagen mit zwei Drehgestellen oder mit zwei (früher vereinzelt auch drei) Radsätzen gebaut. Das Ladevolumen beträgt je nach Ausführung 20 m³ bis 120 m³. Kesselwagen zum Transport von Gasen sind meist durch ein Sonnenschutzblech vor direkter Sonneneinstrahlung geschützt. Neuere Druckgaskesselwagen kommen ohne Sonnenschutzdach aus. Die Wärmeisolierung wird hier durch eine höhere Wandstärke des Kessels erreicht.
Je nach Bauart lassen sich Kesselwagen von oben, unten oder von oben und unten befüllen oder entleeren.
„Druckgaskesselwagen“ sind in Europa mit einem etwa 30 cm hohen, orangefarbenen Längsstreifen gekennzeichnet, der den Kessel auf halber Höhe umschließt. Be- und entladen werden sie meist über vom Boden aus bedienbare Einrichtungen (Untenentleerung).
„Mineralölkesselwagen“ werden meist von oben befüllt und nach unten entleert. Viele Wagen dieser Bauart besitzen ein Zwangsbelüftungssystem, um eine Implosion des Wagens beim Entleeren zu verhindern. Dies sorgt dafür, dass sich ein Ventil zur Belüftung gleichzeitig mit dem Zapfventil zur Entladung öffnet und schließt. Die Wagen mit Zwangsbelüftungssystem sind mit einer senkrechten, weißen Bauchbinde in Wagenmitte gekennzeichnet. Der Domdeckel muss hier nicht zur Entleerung geöffnet werden. Chemiekesselwagen werden, außer bei weniger gefährlichen Chemikalien, meist von oben befüllt und entleert. Über einen Druckstutzen wird Luft oder Stickstoff in das Wageninnere gepumpt, das Ladegut wird dann über ein Steigrohr aus dem Tank gedrückt und mittels einer angeschlossenen Leitung in einen anderen Behälter gefüllt. Ein Absaugen des Gutes ist ebenfalls möglich, wobei auch hier, um eine Implosion zu verhindern, unbedingt auf die Belüftung geachtet werden muss. Historisch interessant sind die Jauchewagen der Reichsbahndirektion Stettin nach Patent Striegler. Bei diesen Dienstkesselwagen wurde über einen Hilfskessel ein Vakuum erzeugt zum Ansaugen von Fäkalien.

## Verwendung
- Dienstwagen (Wasser, historisch auch Fäkalien (Jauchewagen) usw.)
- Lebensmitteltransport (Milch, Bier, Speiseöl usw.)
- Erdöl- bzw. Erdölprodukttransport
- Chemikalientransport
- Flüssiggastransport
- Druckgastransport

## Wirtschaftliche Aspekte
Im Gegensatz zu den meisten anderen Wagengattungen sind Kesselwagen (KWG) meist Eigentum des Verladers oder eines speziellen Wagenvermieters wie VTG AG oder GATX, nicht des Eisenbahnunternehmens.

## Unfälle
Viele Kesselwagen sind so stabil, dass sie auch dann, wenn sie entgleisen und umkippen, dicht bleiben. Im Laufe des über 100-jährigen Einsatzes von Kesselwagen kam es gleichwohl zu einigen schweren Unfällen. Im Folgenden ein Auszug aus der Liste schwerer Unfälle im Schienenverkehr:
- Erzsébetváros ( Ungarn) -- Auffahrunfall durch unterlassene Sicherungsmaßnahmen: 5. Februar 1913 – Bei Erzsébetváros (heute Dumbrăveni) fuhr nachts der Schnellzug 601 der ungarischen Staatsbahn von Bukarest kommend auf einen außerplanmäßig haltenden Güterzug auf und zerstörte dabei Kesselwagen, die mit Petroleum betankt waren, das sofort in Brand geriet. Drei Tote waren die Folge. Der im letzten Wagen des Schnellzuges nach Berlin zurückreisende Prinz Eitel Friedrich von Preußen, zweiter Sohn Kaiser Wilhelms II., blieb unverletzt. → Hauptartikel: Eisenbahnunfall von Erzsébetváros

- Ludwigshafen  Deutschland -- Kesselwagenexplosion: 28. Juli 1948 – Auf dem Gelände der BASF explodierte ein überhitzter Kesselwagen. 207 Menschen kamen ums Leben, 3818 wurden verletzt und 3122 Gebäude beschädigt. → Hauptartikel: Kesselwagenexplosion in der BASF

- Ingolstadt ( BR Deutschland) – Auffahrunfall und anschließender Großbrand: 2. März 1972 – Durch einen Fahrdienstleiterfehler erhielt ein Güterzug aus dem Bahnhof Ingolstadt Nord versehentlich Ausfahrt in Richtung Ingolstadt Hbf und fuhr dort auf einen vor dem Einfahrtsignal wartenden zweiten Güterzug auf. Dieser bestand aus mit Erdölprodukten beladenen Kesselwagen, die zum Teil in Brand gerieten. Vier Menschen starben bei dem Unfall, der Fahrdienstleiter nahm sich das Leben. → Hauptartikel: Eisenbahnunfall von Ingolstadt

- Zürich-Affoltern ( Schweiz) -- Großbrand nach Entgleisung eines Kesselwagenzuges. 8. März 1994. Drei Wohnhäuser brannten komplett nieder, ein viertes teilweise. → Hauptartikel: Eisenbahnunfall von Zürich-Affoltern

- Schönebeck ( Deutschland) -- Entgleisung eines Güterzuges mit anschließender Explosion und Brandkatastrophe: 1. Juni 1996. 18 Verletzte waren die Folge. Es war einer der größten Unfälle mit Gefahrgut auf deutschen Eisenbahnen. → Hauptartikel: Eisenbahnunfall von Schönebeck (1996)

- Elsterwerda ( Deutschland) -- Großbrand nach Entgleisung eines Kesselwagenzuges. 20. November  1997. → Hauptartikel: Eisenbahnunfall von Elsterwerda

- Minot ( Vereinigte Staaten) -- Entgleisung nach Schienenbruch: 18. Januar 2002 – Westlich von Minot, North Dakota, entgleiste ein Güterzug, wobei fünf unter Druck stehende Kesselwagen, die giftiges, ätzendes Ammoniak-Gas geladen hatten, explodierten. Auch aufgrund des Versagens des örtlichen Katastrophenschutzes starb ein Anwohner, elf Menschen wurden schwer, 322 leicht verletzt, etwa 11.600 Einwohner mussten evakuiert werden. Der Sachschaden betrug mehr als zehn Millionen US-Dollar. → Hauptartikel: Eisenbahnunfall von Minot

- Neyschabur ( Iran) -- Ein mit Chemikalien beladener Zug explodierte: 18. Februar 2004 – Ein Geisterzug nahe der iranischen Stadt Neyschabur (Nischapur) setzte sich in Bewegung, nach einigen Kilometern entgleisten einige der Wagen und gerieten in Brand. Während der Löscharbeiten explodierten mehrere Kesselwagen. 320 Menschen starben, vorwiegend Feuerwehrleute, 460 wurden verletzt. → Hauptartikel: Eisenbahnunfall in Nischapur

- Wetteren (östlich von Gent, Provinz Ostflandern ( Belgien)) – 4. Mai 2013 – Sechs Kesselwagen eines aus 13 Waggons bestehenden Güterzuges entgleisten nachts; mehrere von ihnen fielen um und rutschten einen Bahndamm hinunter; drei von ihnen explodierten. Das Unglück ereignete sich nach einer Baustelle, als der Zug an einer Weiche das Gleis wechselte. In mindestens einem der Kessel war der Stoff Acrylnitril. Sie brannten 16 Stunden lang mit großer Rauchentwicklung. Die Feuerwehr ließ die Kesselwagen ausbrennen, um keine weiteren giftigen Gase „entstehen“ zu lassen. Ein Anwohner starb in seinem Haus an giftigen Chemikalien in der Atemluft.[2]

### Nordamerika

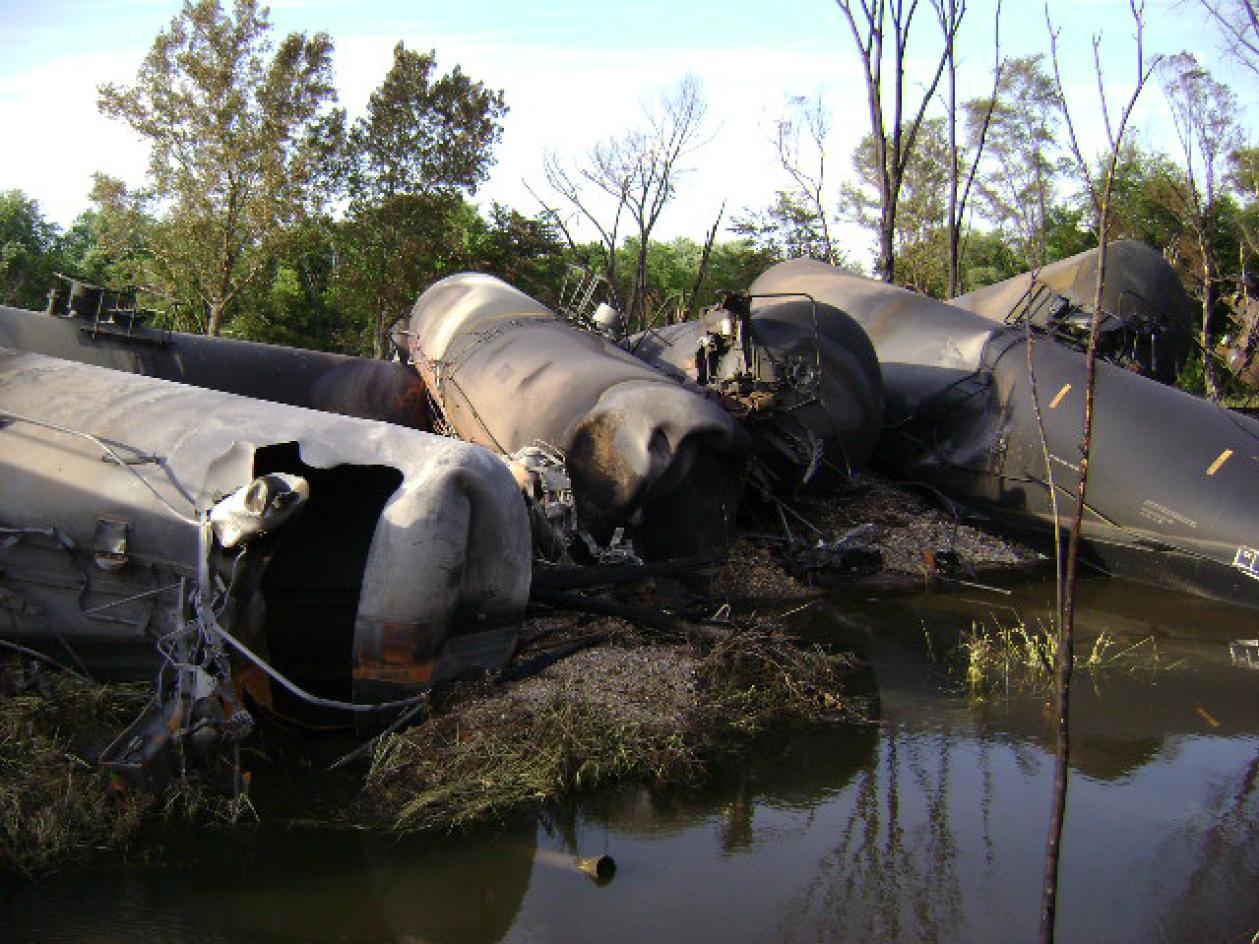
Entgleiste, aufgerissene Kesselwagen

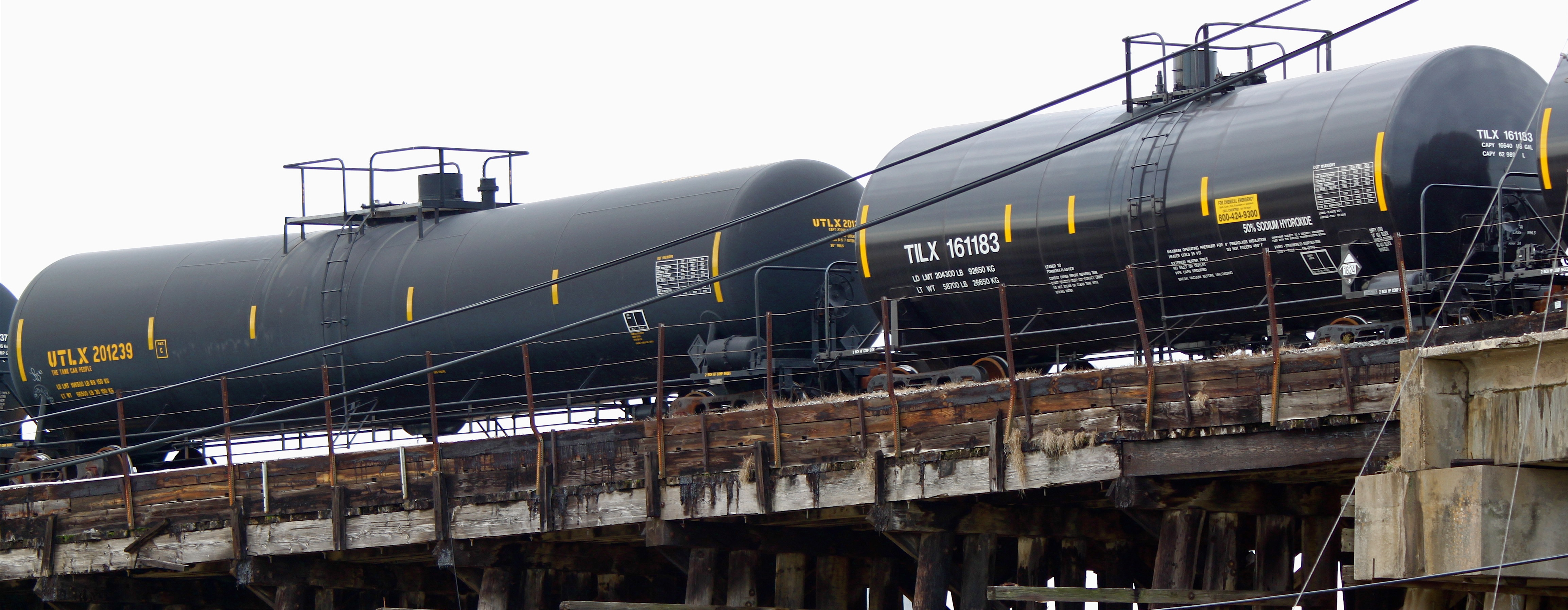
Zwei verschiedene Kesselwagen nach der Spezifikation 111A100W1

In Amerika kam es zu einem Ölboom in der Bakken-Formation in North Dakota, für den keine Pipelinekapazitäten bereitstanden. Daher wurde auf Tanktransporte mit der Eisenbahn ausgewichen, die seit 2011 rasant anstiegen.
In der Folge kam es auch zu einer Zunahme der Ölunfälle, da die nach dem amerikanischen Standard DOT-111 gebauten Kesselwagen bei einer Entgleisung leicht aufreißen.
Unfälle (Auswahl):
- Lac-Mégantic ( Kanada) – Mehrere mit Rohöl beladene Kesselwagen entgleisten und explodierten: 6. Juli 2013 – Ein führerloser Güterzug mit 72 Kesselwagen setzte sich in Bewegung. Nach einigen Kilometern entgleisten mitten in der kanadischen Ortschaft Lac-Mégantic einige der Wagen und gerieten in Brand. Bei der folgenden Explosion starben mindestens 20 Menschen.[6]

- Aliceville, Alabama ( Vereinigte Staaten): 8. November 2013
- Casselton, North Dakota ( Vereinigte Staaten): 30. Dezember 2013[7]
- Lynchburg, Virginia ( Vereinigte Staaten): 30. April 2014
- Eisenbahnunfall von Boomer Bottom ( Vereinigte Staaten): 16. Februar 2015

Als Konsequenz sollen die DOT-111-Kesselwagen, die immer noch zwei Drittel der gesamten Flotte Nordamerikas ausmachen, überholt oder durch neue Wagen vom Typ TC-117 ersetzt werden.

## Bilder von verschiedenen Kesselwagen

Verschiedenen Kesselwagen
Alter Zweiachs-Kesselwagen (DVZO)
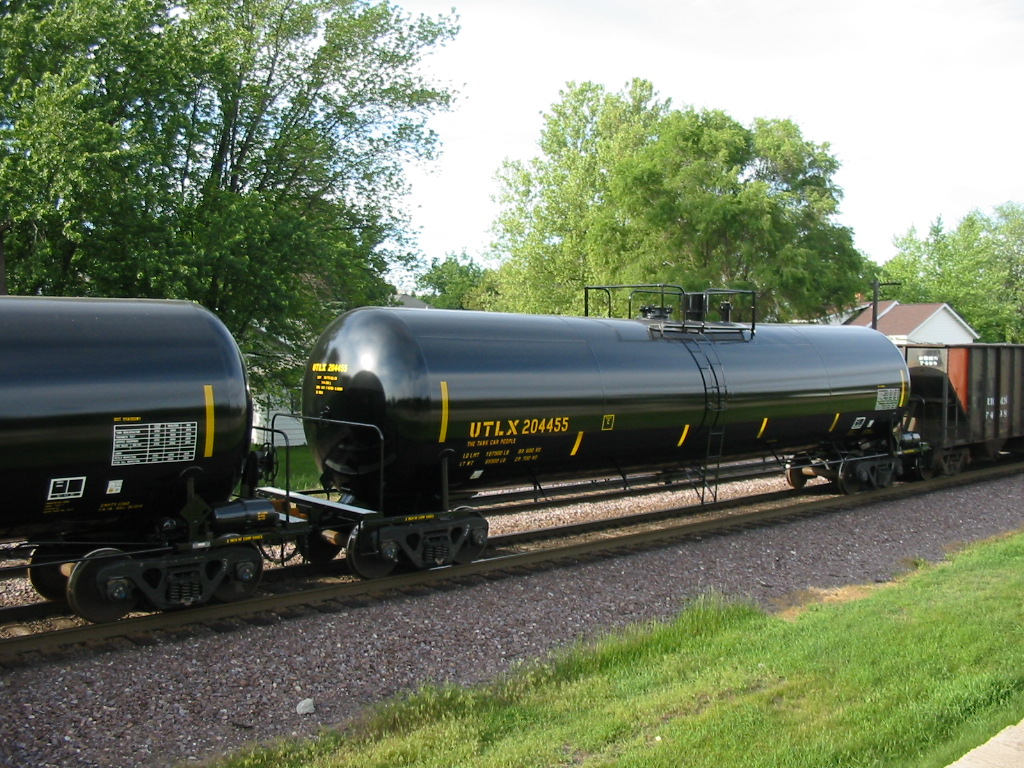
Moderner Kesselwagen (USA)
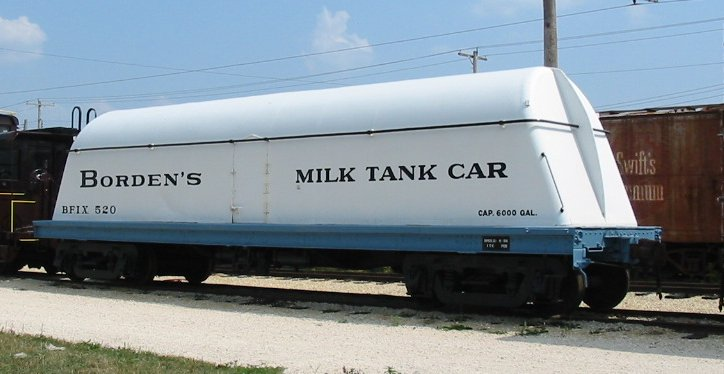
Kesselwagen für Milch (USA)
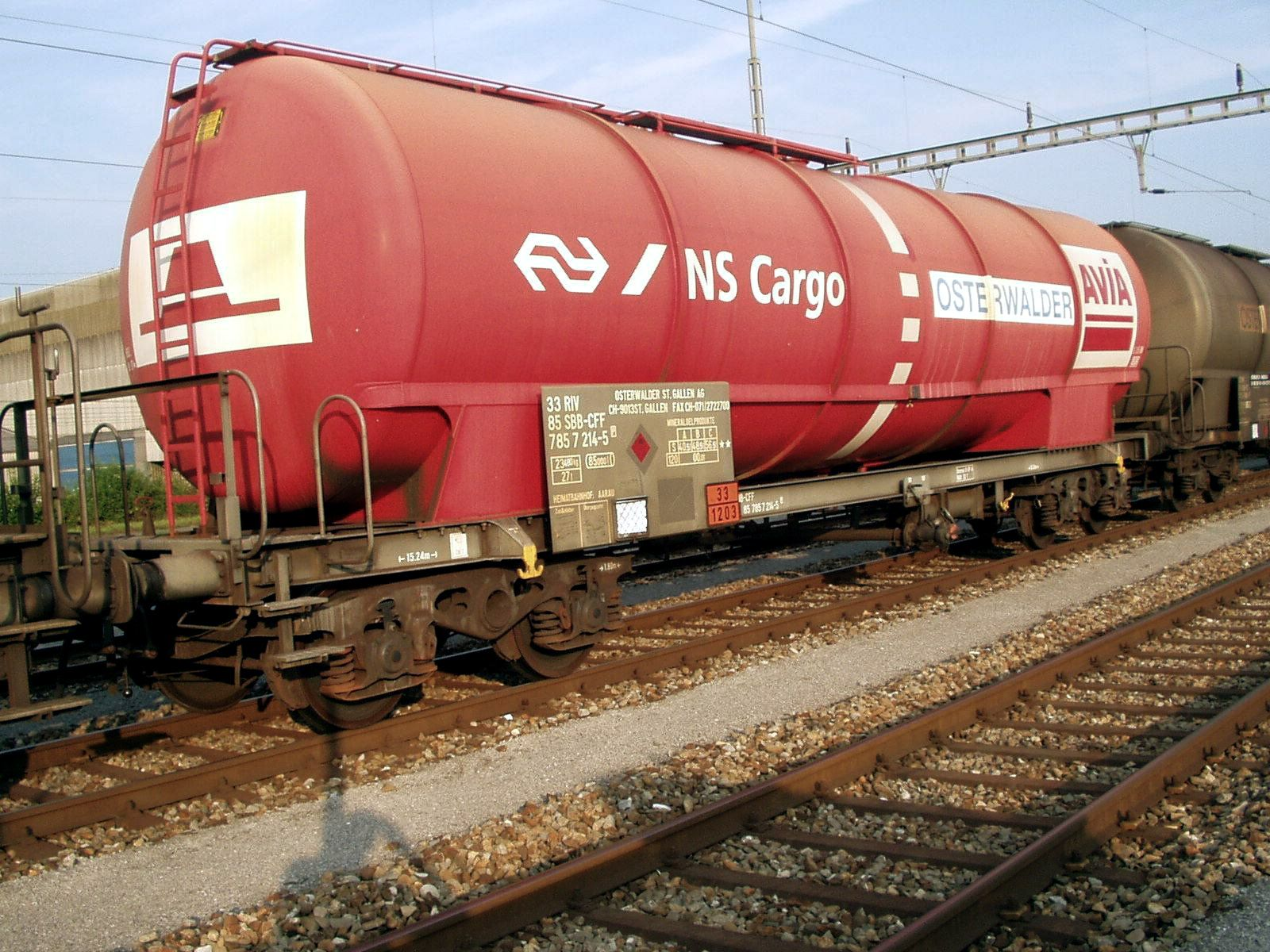
Moderner Knickkesselwagen für Benzin und Diesel mit Beschriftungen der niederländischen NS Cargo, eingestellt bei SBB
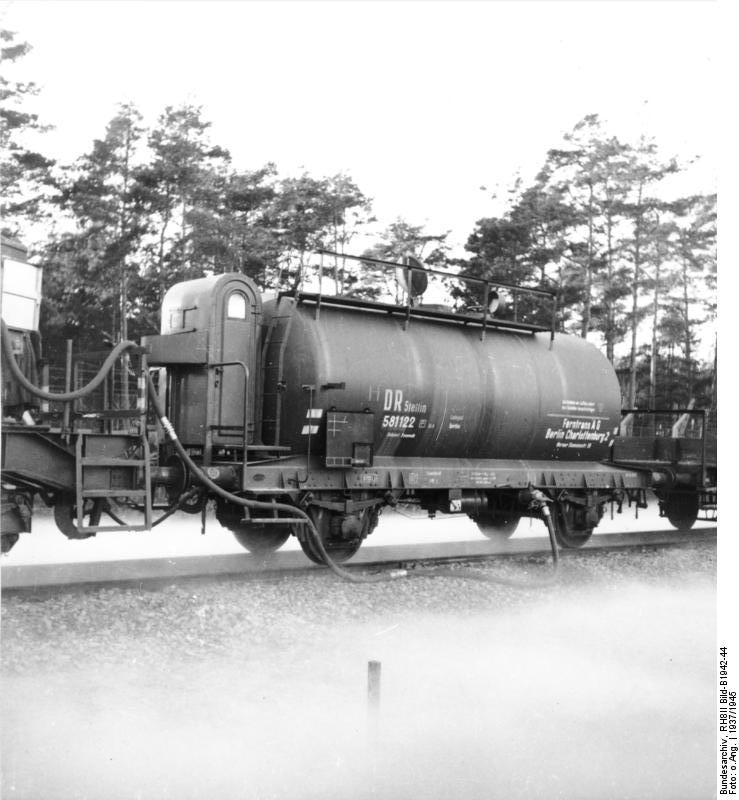
Kesselwagen der DR mit genietetem Untergestell und dem vom Ommru Villach bekannten Blechbremserhaus
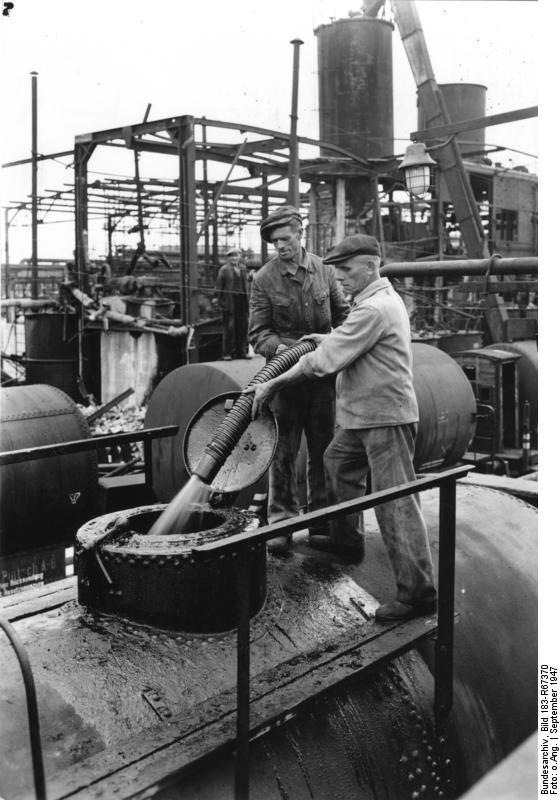
Befüllung eines Kesselwagens in der Sowjetischen Besatzungszone Deutschlands, 1947
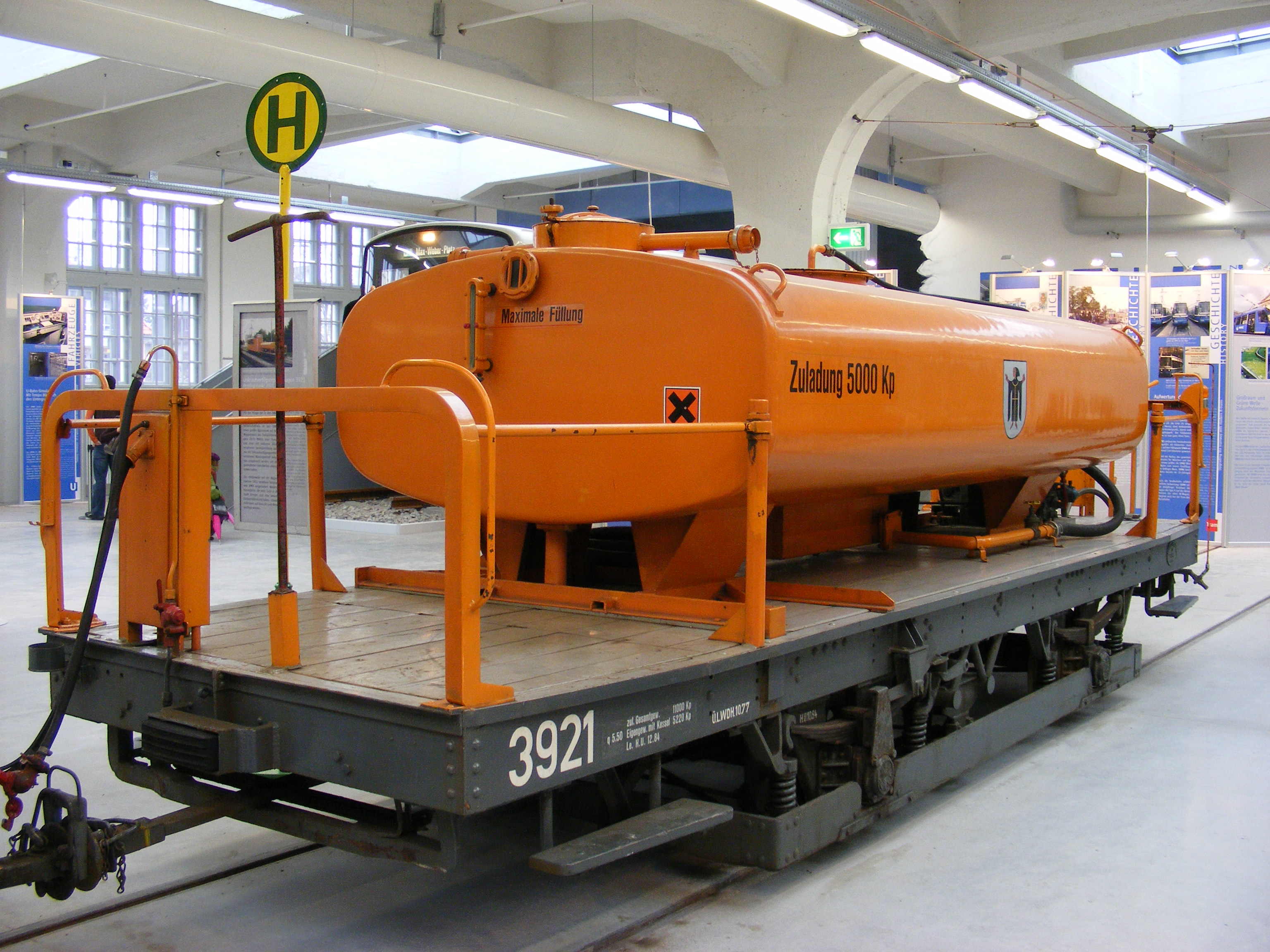
Sprengwagen zur Unkrautvertilgung bei der Straßenbahn München
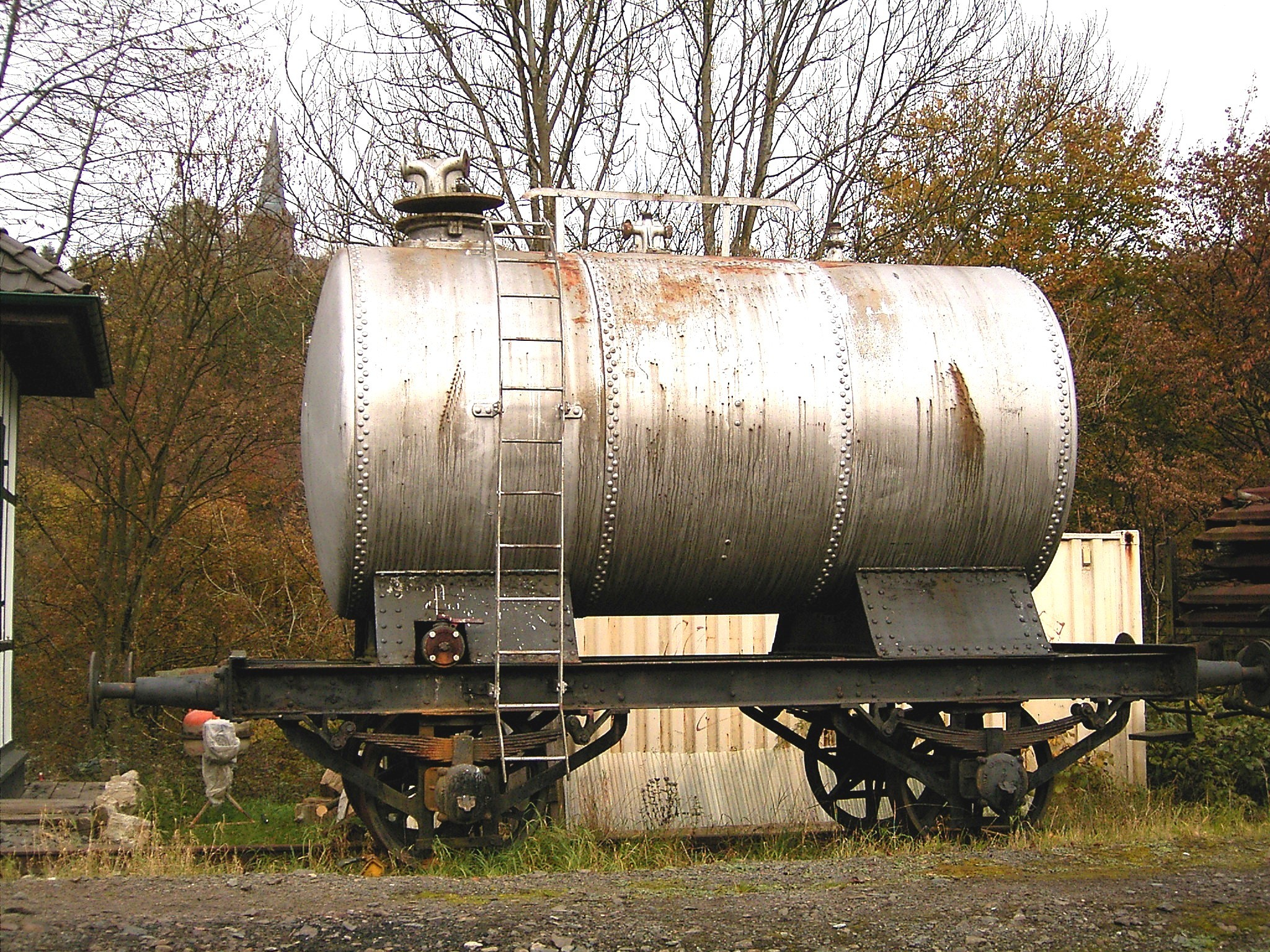
Länderbahn-Kesselwagen
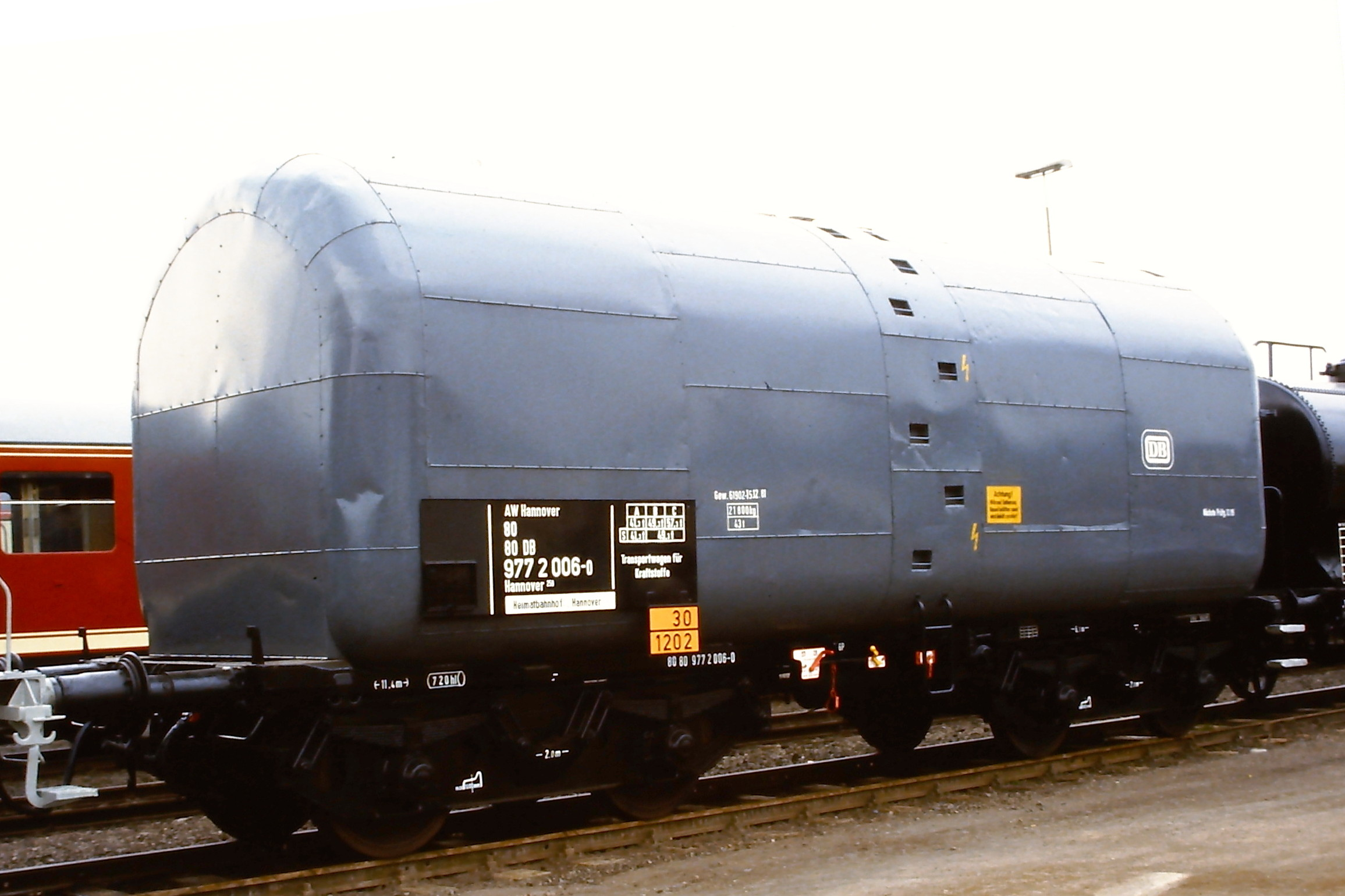
Dienstkesselwaggon der DB für Bunkeröl C
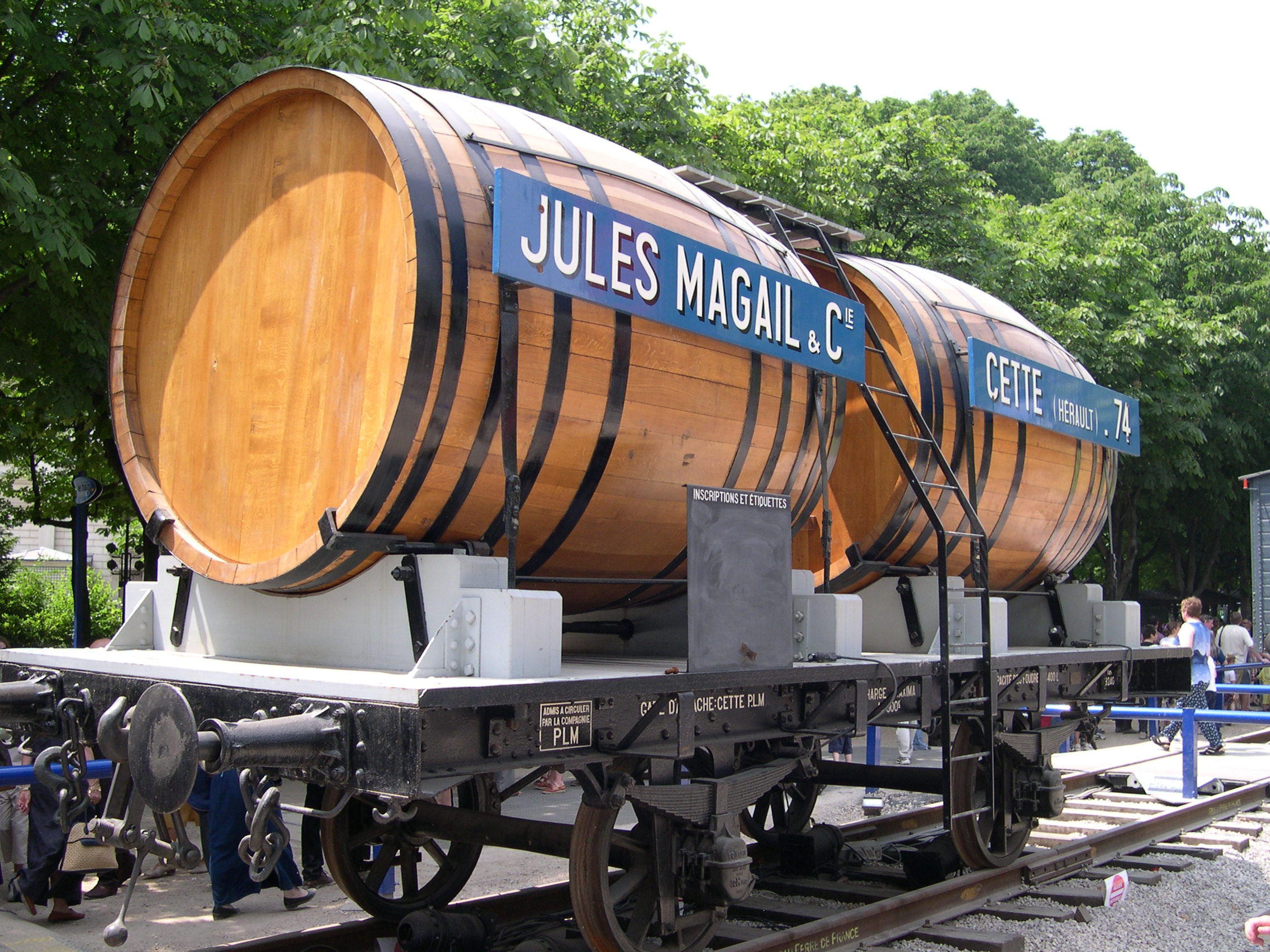
Weinfasswagen der PLM